# Mario Morra (Snookerspieler)
Mario Morra (* 8. September 1953) ist ein kanadischer Snooker- und Poolbillardspieler, der zwischen 1979 und 1997 auf der Snooker-Profitour spielte und anschließend eine Karriere im Poolbillard begann. Als Snookerspieler erreichte er unter anderem Rang 35 der Weltrangliste und das Finale der Canadian Professional Championship 1984, in dem er Cliff Thorburn unterlag; als Poolbillardspieler wurde er zweifacher Vize-Meister bei den kanadischen Meisterschaften.

## Karriere
Morra machte erstmals auf sich aufmerksam, als er Ende der 1970er-Jahre mehrfach an den Canadian Open im Snooker teilnahm und dort zwar jeweils gegen einen Ex-Weltmeister (1976 gegen John Pulman, 1977 gegen John Spencer und 1978 gegen Alex Higgins) sein Auftaktspiel verlor, aber stets mindestens vier Frames für sich entscheiden konnte. Anschließend wurde er Profi-Snookerspieler.

### Erste Profijahre im Snooker
Morras erste Profisaison war die Saison 1979/80, in der er trotz dreier Turnierteilnahmen nur bei den Canadian Open ein Spiel gewinnen konnte, als er einen unbedeutenden kanadischen Amateur besiegte. Folglich verpasste er auch den Sprung auf die Weltrangliste. Ähnlich verliefen die nächsten Saisons: Morra verpasste bei den Turnieren mit Weltranglisteneinfluss, vornehmlich die Snookerweltmeisterschaft, später auch andere Turniere, den Einzug in die Hauptrunde und damit den Sprung auf die Weltrangliste. Einzige Erfolge in den Anfangsjahren waren eine Viertelfinalteilnahme bei der letzten Ausgabe der Canadian Open im Jahr 1980, mehrere Teilnahmen an den letzten Qualifikationsrunden für die Weltranglistenturniere sowie ein nutzloser Sieg über Murdo MacLeod beim International Masters 1983.
Die Trendwende kam erst mit der Saison 1983/84, als er sich bei den Ranglistenturnieren International Open und Professional Players Tournament sowie beim Non-ranking-Turnier International Masters für die Hauptrunde qualifizieren konnte und dabei bei den International Open erst im Achtelfinale Eddie Charlton unterlag. Selbst bei der Snookerweltmeisterschaft gelang ihm dank drei Siegen über Geoff Foulds, Tommy Murphy und Dean Reynolds der Sprung in die Hauptrunde, auch wenn er dort sofort seinem Landsmann Cliff Thorburn unterlag. Somit konnte er sich erstmals auf der Weltrangliste platzieren, wobei er seinen 35. Rang nie überbieten konnte.
Die nächsten beiden Saisons verliefen jedoch deutlich schlechter. Morra erreichte deutlich nur einige Hauptrunden und schied in diesen Fällen dann auch sofort aus. Einziger Lichtblick war die Canadian Professional Championship 1984, wo er drei seiner Landsmänner, darunter Jim Wych und Kirk Stevens, besiegen konnte und somit zum einzigen Male in seiner Karriere das Finale eines Profiturnieres erreichte. Dort traf er auf Cliff Thorburn, der ihn deutlich mit 2:9 besiegte. Auf der Weltrangliste rutschte er in dieser Zeit über Rang 43 auf Platz 75 ab.

### Langsamer Abstieg auf die Plätze jenseits Rang 100
In den folgenden Saisons konnte Morra seine Form weitestgehend halten: er schied zwar auch häufig in der Qualifikation aus, doch immer mal wieder reichte es für eine Teilnahme an einer Hauptrunde, in der dann aber immer sofort ausschied. Höhepunkte am Ende der 1980er-Jahre waren die Halbfinalteilnahme bei der Canadian Professional Championship 1987,  die Viertelfinalteilnahme bei der 1988er-Ausgabe desselben Turnieres sowie die Teilnahme an der Runde der letzten 32 des zweiten und dritten Events der Turnierserie WPBSA Non-Ranking. Ebenso blieb seine Weltranglistenposition über die Jahre relativ konstant, auch wenn er sich sukzessive auf Rang 86 verschlechterte.
Generell etwas schlechter verlief die Saison 1989/90, in der Morra nur zwei Hauptrunden erreichte, aber beim Grand Prix immerhin nicht sofort ausschied, sondern erst nach einem Sieg über Wayne Jones in der Runde der letzten 32 gegen Doug Mountjoy unterlag. Dies wirkte sich auch auf die Weltrangliste auf, indem sich Morra auf Rang 81 verbesserte. Nachdem er jedoch in der nächsten Saison dreimal in einer Runde der letzten 64 – davon einmal noch in der Qualifikation – ausgeschieden war, verschlechterte er sich wieder auf Rang 88. Die Spielzeit 1991/92 war dann aber geprägt von Niederlage und Morra schied spätestens in der letzten Qualifikationsrunde eines Turnieres aus, sodass er auf 117 abrutschte.

### Vom Snooker zum Poolbillard
In den folgenden Jahren wandte sich Morra nach und nach vom Snooker ab und er bestritt nur noch wenige Spiele, die er allesamt verlor. Auf der Weltrangliste stürzte er im Laufe der Zeit immer weiter ab, sodass er 1997 nur noch auf Rang 502 geführt wurde. Dadurch verlor er 1997 nach 18 Spielzeiten als Profi seinen Profistatus.
Anschließend begann Morra, Poolbillard zu spielen und nahm infolgedessen an verschiedenen nationalen Turnieren teil, aber auch an den US Open oder an verschiedenen Weltmeisterschaften. 2008 unterlag er Alain Martel im Endspiel der Canadian Open 9-Ball Championship, bevor er 2010 im Endspiel der 10-Ball gegen seinen Sohn John Morra verlor. 2013 hatte er sich den Top 24 des Turning Stone Classic XX platzieren können, nachdem er ein Jahr zuvor noch Platz fünf belegt hatte. 2011 war er in der Endwertung der kanadischen Meisterschaft im 8-Ball in den Top 6, während er im 10-Ball Bronze gewonnen hatte. Nachdem er 2012 und 2013 im 9-Ball-Wettbewerb den 4. Platz belegt hatte und zudem 2012 Bronze im 8-Ball gewonnen hatte, platzierte er sich bei den kanadischen Meisterschaften 2015 im 9-Ball auf Rang 3, während er im 8-Ball und 10-Ball jeweils in den Top 6 landete. Bereits 2015 platzierte er sich in den Top 24 des Turning Stone Casino Classic XXIV, bevor ihm 2016 beim Turning Stone Casino Classic XXV der Einzug in die Top 12 der Endwertung gelang. 2016 und 2018 schaffte er bei der Canadian Open 9-Ball Championship eine Platzierung in den Top 6.
Morra hat zusammen mit der Poolbillardspielerin Anita MacMahon einen Sohn namens John Morra, der ebenfalls Poolbillard spielt.